# 貝萊內

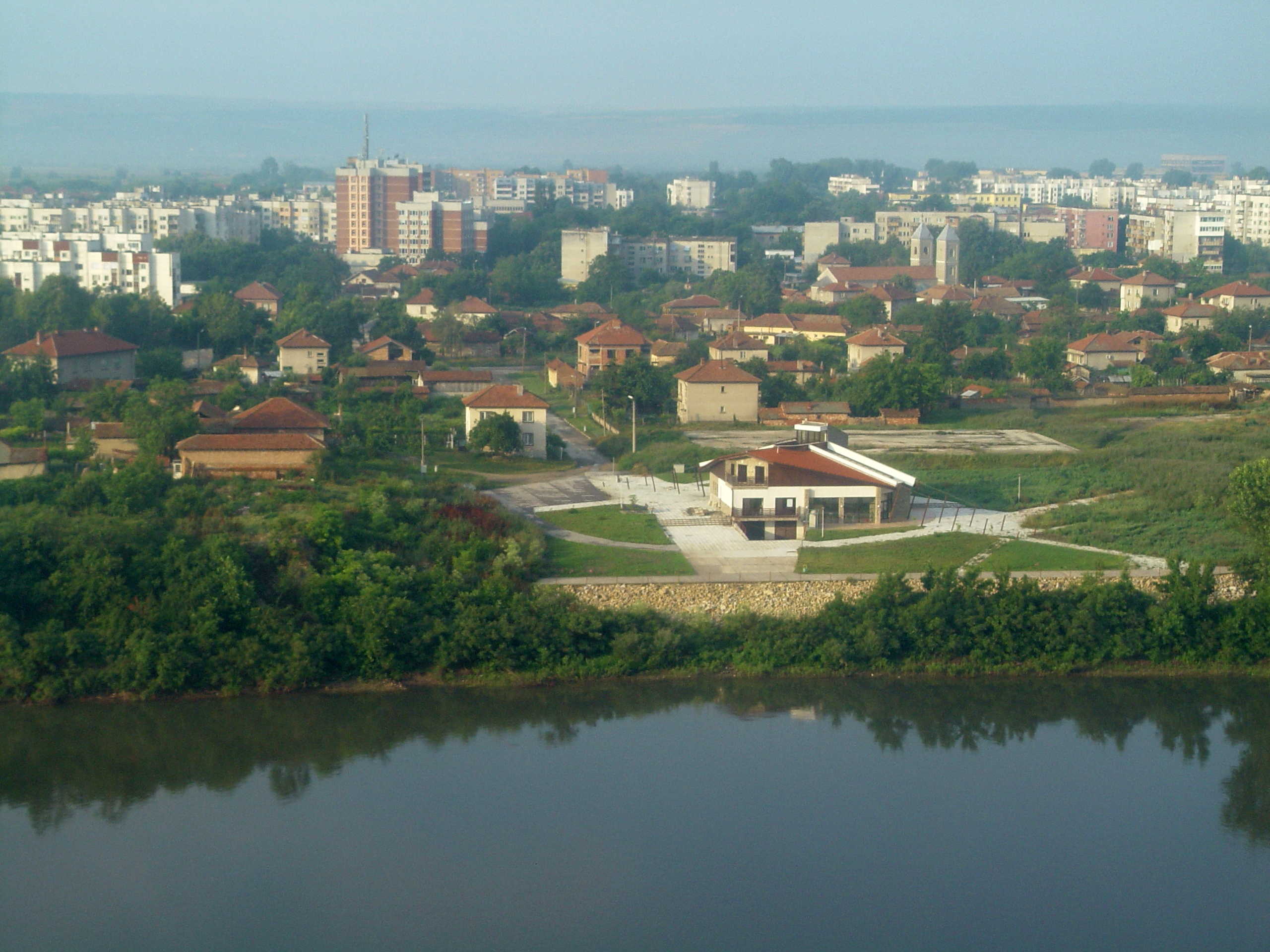

貝萊內是保加利亞的城鎮，位於該國北部多瑙河右岸，距離首府普列文60公里，由普列文州負責管轄，海拔高度27米，2009年人口8,905，居民主要信奉天主教。